# Межузельный атом

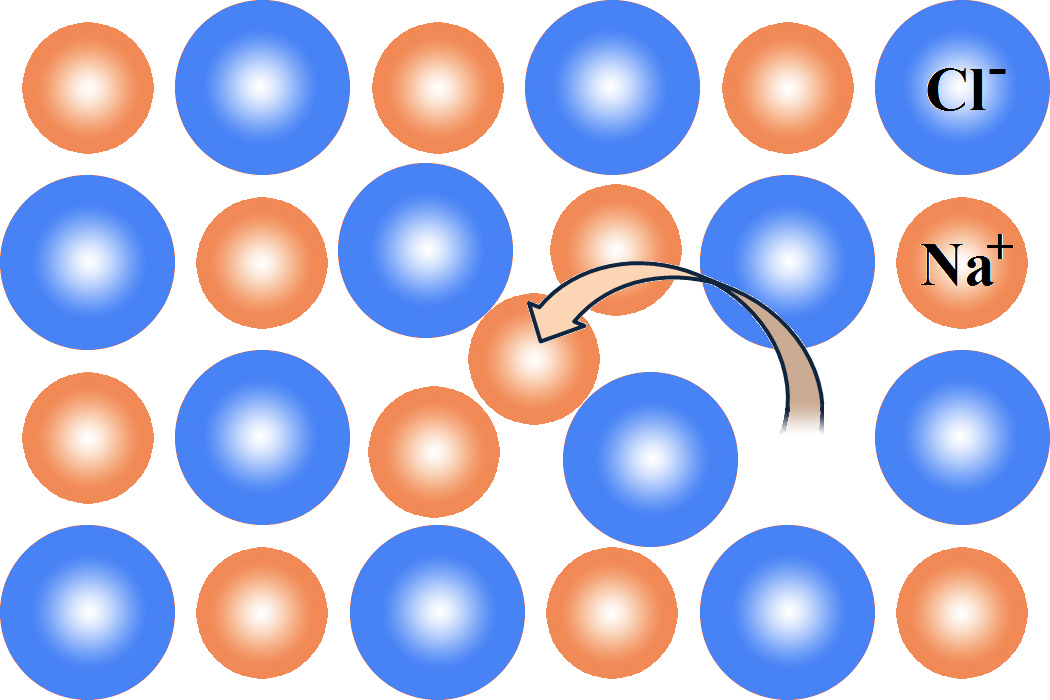
Френкелевская пара в кристалле NaCl

Межузельный атом или междоузельный атом — точечный дефект кристаллической решётки, атом, который занимает промежуточное положение между узлами решётки. 
Равновесные положения, которые занимают межузловые атомы, зависят от материала и типа решётки. Обычно их бывает несколько в элементарной ячейке. Соседние атомы в узлах кристаллической решётки несколько смещаются, вызывая небольшую деформацию.
Межузельные атомы обычно образуются в парах c вакансиями (френкелевская пара). Причиной образования такой пары  могут быть тепловые флуктуации в кристалле, но особенно большое количество межузельных атомов возникает при облучении кристалла высокоэнергетичными частицами, нейтронами, электронами или ионами. 
Атомы примеси тоже могут занимать межузельное положения в кристаллической решётке.
Межузельные атомы могут также образовывать пары и комплексы.